# Nicolaï Berezowsky
Pour les articles homonymes, voir Berezowsky.
Œuvres principales
- Prince Batrak, opéra
- Symphonie no 1 opus 12 pour orchestre
- Symphonie no 2 opus 18 pour orchestre
- Symphonie no 3 opus 21 pour orchestre
- Symphonie no 4 opus 29 pour orchestre

Nicolai Berezowsky (en russe : Николай Тихонович Березовский, Nikolaï Tikhonovitch Berezovski) né le 17 mai 1900 à Saint-Pétersbourg et mort le 27 août 1953 à New York, était un compositeur et violoniste américain d'origine russe.

## Biographie
Il est né à Saint-Pétersbourg (en Russie) le 17 mai 1900, et a été diplômé avec les honneurs, de la chapelle impériale, seize ans plus tard. Il a chanté étant jeune garçon de chœur dans une chapelle pour la famille du tsar et le célèbre Raspoutine. Il raconte dans le livre Duet with Nicky comment les enfants de chœur déchiraient les feuilles de leur livre de cantiques, faisaient des boulettes de papier mâché et visaient Raspoutine ! Il a ensuite été directeur musical de l'École d'art moderne de Moscou et premier violon au Grand Opéra de Moscou.
En 1922, il a fui, déguisé, l'Union soviétique. Arrêté en Pologne, mais libéré avec gratitude par un fonctionnaire qui s'est souvenu de l'avoir entendu jouer. Une fois installé à New York, Berezowsky suit les cours de l'École Juilliard de musique, étudiant avec Paul Kochanski et Rubin Goldmark. Il était le premier violon de l'Orchestre philharmonique de New York durant les sept premières années de son séjour américain. Il a joué dans le quatuor à cordes de Coolidge de 1935 à 1940. Il a été marié deux fois : d'abord avec Alice Newman, une pianiste célèbre qui publia ses mémoires Duet with Nocky puis il se maria avec Judith Berezowsky. Il est mort le 27 août 1953 à New York. Il était un protégé de Serge Koussevitzky.

## Œuvres et enregistrements
Parmi les œuvres de Berezowsky on trouve un opéra, Prince Batrak, deux symphonies, des concertos pour harpe, Violon et violoncelle et diverses œuvres pour musique de chambre.
Ses enregistrements comprennent un ensemble de LP de Boris Godunov  de Modeste Moussorgsky qu'il a dirigé. Il a connu un grand succès avec son opéra pour enfants, Babar, et son oratorio Gilgamesh. Selon un de ses contemporains et ami, Lucile Lawrence, la musique de Berezowsky était très populaire de son vivant et qu'à ce moment il était plus connu qu'Aaron Copeland.
Son Concerto pour harpe a été commandé par Edna Philips, qui donna la première avec le Philadelphia Orchestra et interprété par Carlos Salzedo avec le National Orchestra Association sous la direction de Leon Barzin avec une cadece originale de Salzedo, incluse dans l'édition publiée par Theodore Presser. Le concerto n'a plus été joué jusqu'aux interprétations de Saul Davis Zlatkovski en récital avec le St. Paul J. C. C. Symphony Orchestra sous la direction de James Riccardo en 1990.
- Ouverture du Festival de Noël (Nöel ukrainien) (1943) (8 minutes)
- Soldiers on the town (1943) (4 minutes)
- Fantasy (2 pianos et orchestre) (1944) (15 minutes)
- Sextet Concerto (1951) (16 minutes)
- Concerto pour clarinette opus 28 pour clarinette et orchestre
- Concerto Lirico opus 19 pour violoncelle et orchestre
- Suite Hébraïque opus 3 pour orchestre
- Symphonie no 1 opus 12 pour orchestre
- Symphonie no 2 opus 18 pour orchestre
- Symphonie no 3 opus 21 pour orchestre
- Symphonie no 4 opus 29 pour orchestre
- Toccata, Variations et Finale opus 23 pour orchestre
- Concerto pour violon opus 14 pour violon et orchestre

- Concerto pour harpe et orchestre opus 31 (Instrumentation: Solo Harp, 3 2 3 2 - 4 2 3 0; Timp. Perc. Hp. Str.) (22 minutes)
- Gilgamesh pour narrateur, voix solos, chœur mixte et orchestre. (Instrumentation: Chœur SATB; 3 3 3 2 - 4 3 3 1; Timp. 3 Perc. Pno. Cel. Hp. Str.) (60 minutes)
- Introduction et Allegro, opus 8 pour petit orchestre (Instrumentation 1 1 1 1 - 1 0 0 0; Pno. Str.)
- Sinfonietta, opus 17 (Instrumentation 3 2 2 2 - 4 2 3 1; Timp. Perc. Str.) (12 minutes)

## Sources
- New York Times, 28 août 1953
- Note de l'édition de sa Brass Suite for Seven Instruments, opus 24